# Nick Ward
Pour les articles homonymes, voir Ward.
Nick Ward (né le 24 mars 1985 à Perth) est un footballeur australien. 